# Esarcus baudii
Esarcus baudii es una especie de coleóptero de la familia Mycetophagidae.

## Distribución geográfica
Habita en Francia.